# Edwin Abath
Edwin Bibiano Abath (2 december 1958) is een Arubaans politicus en voormalig zanger en logopedist. In 1988 kwam hij voor Aruba uit tijdens het Festival OTI de la Canción. Van 2009 tot 2013 was hij Gevolmachtigd minister van Aruba en tegenwoordig is hij directeur van de Directie Buitenlandse Betrekkingen.

## Biografie
Abath studeerde logopedie aan de Hogeschool Nijmegen en hield van 1982 tot 1995 praktijk op Aruba.
Daarnaast was hij zanger en in 1988 vertegenwoordigde hij Aruba op het Festival OTI de la Canción. Dat jaar bracht hij tevens met de Venezolaanse zangeres Devorah Sasha de single Simplemente así uit. Ook bracht hij een elpee in eigen beheer uit onder zijn eigen naam.
Sinds 1990 is hij actief voor de Arubaanse Volkspartij en namens deze partij zat hij tussen 1999 en 2005 in de Staten van Aruba. Van 2006 tot 2009 was hij programmamanager voor hiv en aids voor het ministerie voor gezondheid. Op 1 november 2009 volgde hij Frido Croes op als Gevolmachtigd minister van Aruba in Nederland. Hier bleef hij aan tot hij in november 2013 werd opgevolgd door Alfonso Boekhoudt. Sinds augustus 2014 is hij directeur van het Arubaanse directie van buitenlandse betrekkingen.

## Discografie
- 19??: Edwin Abath, elpee
- 1988: Simplemente así, single met Devorah Sasha